# Heinrich Böhning
Heinrich Friedrich Wilhelm Böhning (* 2. März 1873 in Scheie; † 17. Mai 1964 in Bückeburg) war ein deutscher Politiker (SPD).

## Leben
Böhning betrieb von 1919 bis zu seinem Eintritt in den Ruhestand 1937 eine Gastwirtschaft in Bückeburg. Von 1919 bis zu seiner Mandatsniederlegung Anfang 1924 war er Abgeordneter des Schaumburg-Lippischen Landtages.
Heinrich Böhning war seit 1897 verheiratet.